# Viola balearica
Viola balearica är en violväxtart som beskrevs av J.A. Rosselló, M. Mayol och M. Mus. Viola balearica ingår i släktet violer, och familjen violväxter. Inga underarter finns listade i Catalogue of Life.